# Baekseok (métro de Séoul)
Baekseok (hangeul : 백석 ; hanja : 白石) est une station de passage de la ligne 3 du métro de Séoul. Elle est située au 1042 Jungang-ro, dans l'arrondissement Ilsanseo-gu (en) de la ville Goyang-si, province Gyeonggi, à proximité de Séoul en Corée du Sud.
Ouverte en 1996, elle est desservie par les rames omnibus, qui circulent sur la ligne 3.

## Situation sur le réseau

Plan du réseau (2023)

Établie en souterrain, la station Baekseok, de la ligne 3 du métro de Séoul : est située entre la station Madu, en direction de Daehwa le terminus nord-ouest, et la station Daegok en direction de Ogeum le terminus sud-est.

## Histoire
La station Baekseok est mise en service le 30 janvier 1996, lors de l'ouverture à l'exploitation des 19,2 km d'un prolongement (appelé ligne Ilsan (en)) de la ligne 3 du métro de Séoul de Jichuk à Daehwa. L'exploitation est en continuité avec celle de la ligne 3.

## Services aux voyageurs

### Accès et accueil
Située au 1042 Jungang-ro, la station souterraine dispose de huit bouches numérotés de 1 à 8 de part et d'autre de la Jungang-rol.

### Desserte
Baekseok est desservie par les rames omnibus, qui circulent sur la ligne 3. Elle dispose de deux voies encadrant un quai central équipé de portes palières.

Installations
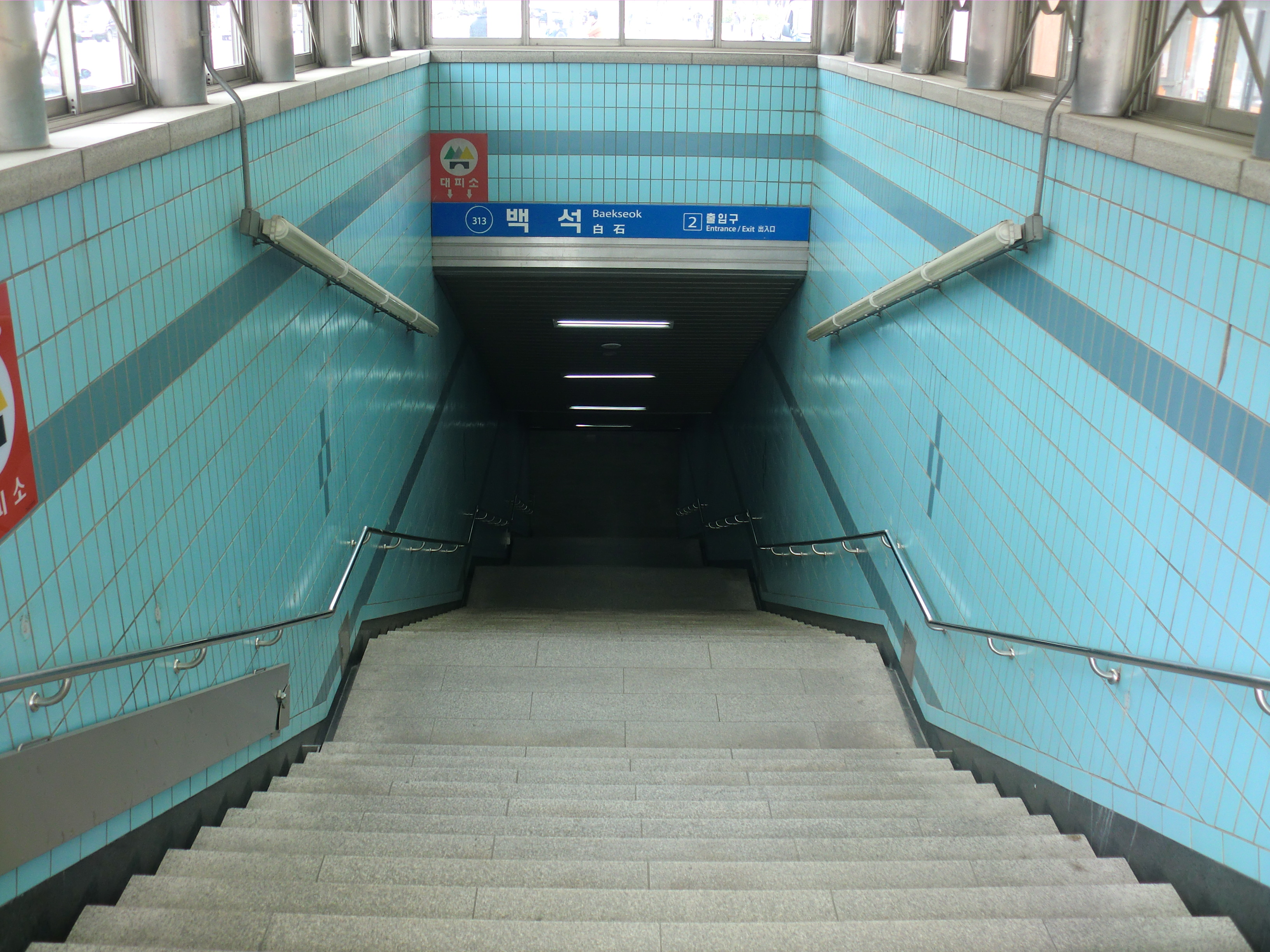
En 2016.
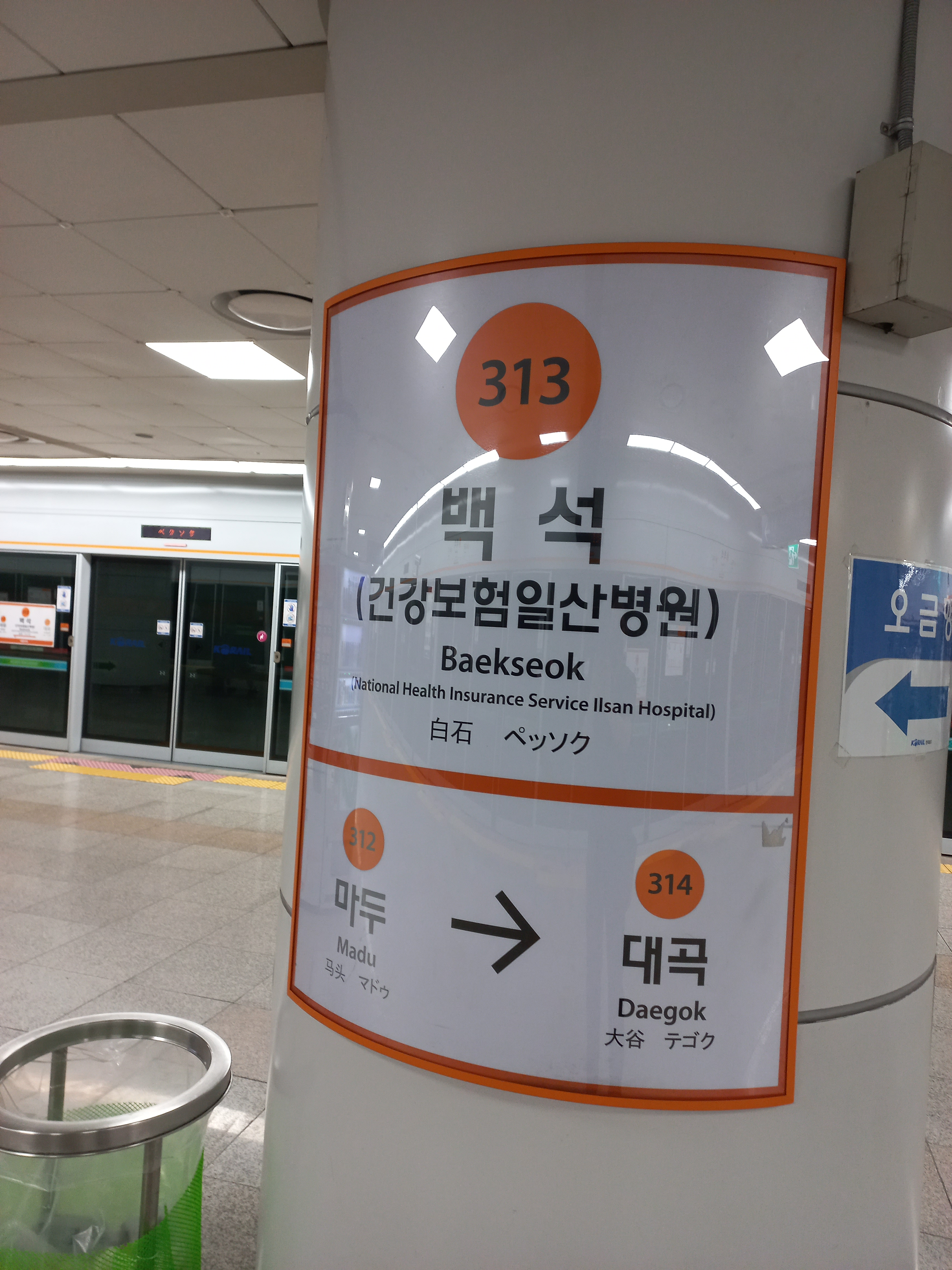
En 2022.
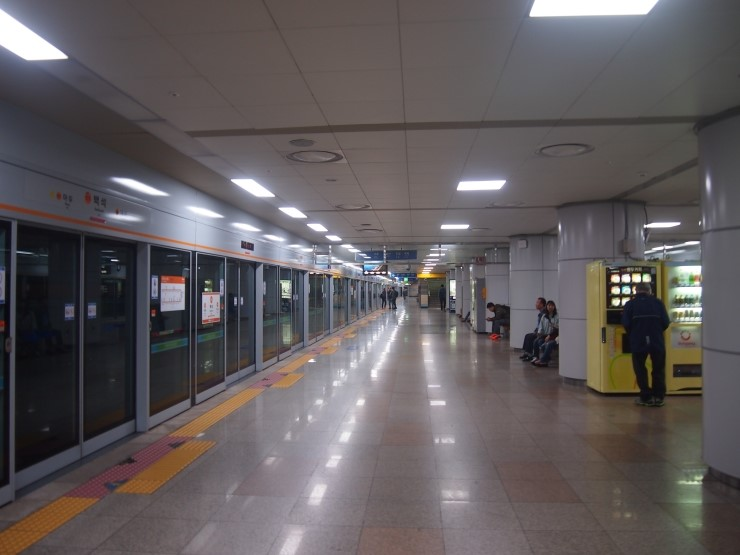
En 2015.

### Intermodalité
Des arrêts de bus sont situés à proximité des accès et on y trouve également la gare routière de New Goyang,.
.

## À proximité
Elle dessert notamment la bibliothèque de Baekseok, et des établissements scolaires.